# Mongieliszki
Mongieliszki (lit. Mangėliškės) − wieś na Litwie, w gminie rejonowej Soleczniki, 6 km na południowy wschód od Koleśników, zamieszkana przez 1 osobę. Przed II wojną światową w Polsce, w powiecie lidzkim województwa nowogródzkiego.